# Nam Chính, Tiền Hải
Nam Chính là một xã thuộc huyện Tiền Hải, tỉnh Thái Bình, Việt Nam.
Xã có diện tích 6,41 km², dân số đến tháng 4 năm 2019 là 7.171 người, mật độ dân số đạt 1.119 người/km².
Đây là địa phương có dự án Đường cao tốc Ninh Bình – Hải Phòng đi qua.